# Bussea massaiensis
Bussea massaiensis är en ärtväxtart som först beskrevs av Paul Hermann Wilhelm Taubert, och fick sitt nu gällande namn av Hermann August Theodor Harms. Bussea massaiensis ingår i släktet Bussea och familjen ärtväxter. IUCN kategoriserar arten globalt som livskraftig.

## Underarter
Arten delas in i följande underarter:
- B. m. massaiensis
- B. m. rhodesica